# Urocolius
Sous-famille
Genre
Urocolius est un genre de Colious, petits oiseaux africains. Il est pour certains auteurs, le seul genre de la sous-famille des Urocoliinae.

## Liste des espèces
D'après la classification de référence (version 2.2, 2009) du Congrès ornithologique international (ordre phylogénique) :
- Urocolius macrourus – Coliou huppé
- Urocolius indicus – Coliou quiriva